# Matador (film)
Pour les articles homonymes, voir Matador (homonymie).
Pour plus de détails, voir Fiche technique et Distribution.
Matador est un film espagnol réalisé par Pedro Almodóvar en 1986, avec Antonio Banderas, Assumpta Serna et Nacho Martínez.

## Synopsis
Ángel (Antonio Banderas) est un jeune homme impuissant et troublé qui vit entre sa mère tyrannique, membre de l'Opus Dei, et les cours de tauromachie dispensés par le ténébreux Diego Montes (Nacho Martinez), qu'une blessure a contraint à la retraite.
Un soir, Ángel, qui semble tourmenté par le désir d'affirmer sa virilité, tente de violer en pleine rue sa voisine, la jolie Eva, mannequin à ses heures et petite amie de Diego Montes. Cependant, son impuissance l'en empêche et il s'évanouit à la vue de l'égratignure que la jeune femme s'est faite en tombant. Le lendemain, il se dénonce auprès d'un commissaire (Eusebio Poncela). Puis, découvrant des photos de meurtres et de disparues dans le bureau, Ángel s'accuse de plusieurs crimes. En réalité, ceux-ci sont d'une part le fait de Diego, son maître, et d'autre part de Maria Cardenal (Assumpta Serna), une jeune avocate, véritable mante religieuse qui assassine ses amants d'un coup d'épingle dans la moelle épinière, à la fin de l'acte sexuel. Diego ne va d'ailleurs pas tarder à connaître cette femme, car c'est elle qui doit assurer la défense d'Ángel. 
Grâce à des visions, Ángel parvient à conduire sa psychiatre (Carmen Maura) ainsi que la police jusqu'aux cadavres des deux jeunes filles assassinées par Diego et enterrées chez lui. 
Depuis quelque temps, l'ex-torero et Maria l'avocate ont fait connaissance, se sont sentis irrésistiblement attirés l'un vers l'autre et ont découvert qu'ils étaient de la même « race », celle de ceux qui aiment jouer avec la mort. 
Une éclipse se prépare dans le ciel. Deux astres s'apprêtent à s'unir. Au même moment, Diego et Maria fuient ensemble la ville et l'imminence de leur arrestation. Dans une maison de campagne, ils font l'amour et, au sommet d'un orgasme fabuleux, s'entretuent. La police guidée par Ángel était sur le point d'intervenir ; le commissaire s'arrête respectueusement sur le seuil de la porte, subjugué par la beauté de ces deux corps nus, enlacés et ensanglantés.

## Fiche technique
- Titre original : Matador
- Réalisation : Pedro Almodóvar
- Scénario : Pedro Almodóvar et Jesús Ferrero (en)
- Costumes : José María De Cossío
- Photographie : Ángel Luis Fernández
- Musique : Bernardo Bonezzi
- Montage : José Salcedo
- Production : Andrés Vicente Gómez
- Sociétés de production : Compañía Iberoamericana de TV
Radiotelevisión Española
- Sociétés de distribution : CEL Home Video, Compañía Iberoamericana de TV, Home Cinema Group, Sony Pictures Classics
- Pays d'origine :  Espagne
- Langue : espagnol
- Genre : drame, thriller érotique
- Durée : 110 minutes
- Dates de sortie :
  - Espagne : 7 mars 1986
  - France : 27 avril 1988
- Affiche : Michel Landi (France)

## Distribution
- Assumpta Serna : 	María Cardenal
- Antonio Banderas : Ángel
- Nacho Martínez : Diego Montez
- Eva Cobo : Eva
- Julieta Serrano : Berta Giménez
- Chus Lampreave : Pilar
- Carmen Maura : Julia
- Eusebio Poncela : le commissaire del Valle
- Bibiana Fernández : la vendeuse de fleurs
- Luis Ciges : le garde Mariano
- Verónica Forqué : la journaliste

## Réception critique
En 2005, Thomas Sotinel voit dans Matador un film imparfait et « un peu gauche » par rapport aux films suivants d'Almodóvar, qui y montre toutefois un « talent burlesque » et des « inspirations fulgurantes ».